# ザンガー委員会
ザンガー委員会（ザンガーいいんかい、英語: Zangger Committee, ZC）は、1970年3月5日に発効した核拡散防止条約（NPT）の具体的範囲について協議を行なうために発足した国際間の任意参加グループ。原子力関連の安全保障貿易管理の一翼を担っている。

## 概要
核拡散防止条約締約国は第3条2項により、原子力関係品をいかなる非核兵器国にも供給しないことを約束した。
第3条2項
条約締結各国は、
(a)原料物質若しくは特殊核分裂性物質、又は
(b)特殊核分裂性物質の処理、使用若しくは生産のために特に設計若しくは製造された設備若しくは資材、
をこの条の規定によって必要とされる保障措置が当該原料物質又は当該特殊核分裂性物質について適用されない限り、平和のためにいかなる非核兵器国にも供給しないこととする。
しかし、この条項でいう原料物質、特殊核分裂性物質、特殊核分裂性物質の設備、資材等はどこまでを指すのか曖昧なため、スイスのクロード・ザンガー（Claude Zangger）教授の提唱により、締結各国の任意参加で具体的範囲について非公式な協議が行われた。1974年に合意文書が国際原子力機関（IAEA）事務局長に送られ、IAEA文書『INFCIRC/209』として公表され、各国が輸出規制を行うガイドラインとした。
同文書に付随する具体的な対象品を明記したリストは「ザンガーリスト」と呼ばれ、核物質（プルトニウム、天然ウラン、濃縮ウラン、劣化ウラン、トリウム等）、原子炉及びその付属装置、重水及び原子炉級黒鉛、再処理プラント、燃料加工プラント、重水生産プラント、転換プラント等が掲載されている。
これらの核物質を核拡散防止条約非締約国に輸出する場合、同国からの再移転する場合は、IAEAの保障措置を適用すること（メモランダムA）、また非締結国に対して輸出した原子力資機材を用いて処理、使用、生産される核物質にもIAEAの保障措置をかけること（メモランダムB）が求められている。
2014年現在の委員会参加国数は39か国。

## 沿革
1971年から1974年にわたって原子力供給国15ヶ国は、スイスのクロード・ザンガー教授を議長として非公式会議をウィーンで開催した。会議の目的は、以下について共通認識を得ることである。
(a)「特殊核分裂性物質の処理、使用若しくは生産のために特に設計若しくは製造された設備若しくは資材」の定義、及び
(b)それら設備や資材の輸出をする際の、公正な商業競争に基づきながら第3条2項の責務を果たすように管理するための条件と手順
後にザンガー委員会として知られることになったこの会議は、会議が非公式なものであり、その決定はメンバーに法的拘束力を持たないこととした。
委員会は、受け側がセーフガード要件を満たす場合のみ輸出されるべき品目リスト（セーフガードが要求されるトリガーとなるので「トリガーリスト」と呼ばれる）を維持更新し、そして、メンバーの原子力輸出問題に関する調和を(b)により図っている。ザンガー委員会が非公式なことにより、原子力供給国グループ（NSG）では解決するのが難しいような核拡散防止上の問題にも解決の糸口が与えられている。なお、中国は、原子力供給国グループに加わる前から、ザンガー委員会のメンバーであった
。
1974年8月22日に参加国間の合意文書が国際原子力機関（IAEA）事務局長に送られ、9月3日にIAEA文書『INFCIRC/209』として公表された。
2000年10月、委員会参加国はNPT再検討会議2000（REVCON）の結果について議論し、以下の目的をもつ二つの非公式議長補佐グループを設けることで合意した。
1）2005 NPT REVCON準備の検討
2）核兵器非保有国への供給条件としてフルスコープセーフガードを求める方針について、将来的な採用可能性の継続検討
米国は、アメリシウムとネプツニウムについて規制追加の検討状況を報告した。しかし、これらの材料がトリガーリストとNPT第3条2項の範囲外とすることでメンバーは合意した。スウェーデンは、プルトニウム濃縮装置のトリガーリスト追加検討グループ主査として、まだ合意に至っていないことを報告した。また、議長は、トリガーリストの変更とその根拠を伝える機構についてIAEAスタッフと初めて非公式会談をしたと報告した。
初代議長であるスイスのクロード・ザンガー博士に続いて議長を勤めたのは、フィンランドのイルッカ・マキペンティ、オーストリアのフリッツ・W・シュミット博士、チェコ共和国のパヴェル・クルッキー博士である。
現在の議長は、2015年11月から在ウィーンデンマーク大使館兼政府代表部のルイーセ・F・カレセンである。
事務局は、国際連合ウィーン事務局に英国が派遣した職員が務めている。

## メンバー
ザンガー委員会のメンバーは以下の39ヶ国である。
アルゼンチン、オーストラリア、オーストリア、ベラルーシ、ベルギー、ブルガリア、カナダ、カザフスタン、中国、チェコ、クロアチア、デンマーク、フィンランド、フランス、ドイツ、ギリシャ、ハンガリー、アイルランド、イタリア、日本、韓国、ルクセンブルク、オランダ、ニュージーランド、ノルウェー、ポーランド、ポルトガル、ルーマニア、ロシア、スロバキア、スロベニア、南アフリカ、スペイン、スウェーデン、スイス、トルコ、ウクライナ、英国、米国
オブザーバー：　欧州共同体（EC）